# زینب شریفی
زینب شریفی (زاده ۱۳۵۷ در اهواز) روزنامه‌نگار، پژوهشگر و استاد ارتباطات دانشکده خبر اهواز می‌باشد. وی فارغ‌التحصیل مقطع کارشناسی ارشد ارتباطات اجتماعی از دانشگاه آزاد تهران و مقطع دکتری علوم ارتباطات اجتماعی از دانشگاه علوم تحقیقات تهران است و موضوع پایان‌نامه وی نیز با عنوان روزنامه‌نگاری محیط زیست بوده‌است که اولین دانشنامه در سطح دکتری در این حوزه است که بر اساس آن و با اجماع صاحبنظران حوزه ارتباطات و محیط زیست، اولین مدل مؤلفه‌های روزنامه‌نگاری محیط زیست برای مطبوعات ایران طراحی شد.
حوزه فعالیت وی در زمینه تحقیقات روابط عمومی الکترونیک است. وی به ستون‌نویسی در نشریات و رسانه‌ها علاقه‌مند است و به تدریس دوره‌های کوتاه مدت خبرنویسی، تشریفات و روابط عمومی در دانشگاه‌ها و ادارات مختلف استان خوزستان می‌پردازد و پایان‌نامه کارشناسی ارشد وی تحت عنوان نقش رسانه‌ها در شکل‌گیری انقلابهای رنگی اروپای شرقی در سال ۱۳۸۹ در هشتمین دوره معرفی پژوهش فرهنگی سال به عنوان پژوهش برتر استان خوزستان انتخاب شد.
وی همچنین یکی از داوران جشنواره‌های مختلف رسانه و ارتباطات همچون جشنواره تعلیم رسانه تربیت، جشنواره شهر و رسانه، جشن روز خبرنگار و … است و در سوابق خود مسئولیت‌هایی همچون مدیرمسئولی و سردبیری نشریه علمی انگلیسی زبان در دانشگاه دولتی ایلام، عضو شورای سردبیری روزنامه همسایه‌ها، مسئول و نماینده خبرگزاری پانا در خوزستان، سردبیری ماهنامه سخن جوان سازمان دانش آموزی خوزستان، مسئول روابط عمومی آموزش و پرورش عشایر خوزستان، مدیرگروه رشته روابط عمومی در دانشکده خبر اهواز، مدیر مؤسسه پژوهشی ایده پردازان کارون، سردبیر تحریریه روزنامه همشهری در خوزستان، عضو هیئت‌امنای تالار گفتگوی شهروندان خوزستان و مشاور جوان مدیرکل آموزش و پرورش استان خوزستان داشته‌است.